# پیتر کری
پیتر کری (انگلیسی: Peter Carey؛ زادهٔ ۷ مهٔ ۱۹۴۳) نویسنده، پدیدآور و رمان‌نویس اهل استرالیا است. وی دو بار در سال‌های ۱۹۸۸ و ۲۰۰۱ برندهٔ جایزه ادبی من بوکر شده‌است. وی هم‌چنین عضو برگزیده انجمن پادشاهی ادبیات انگلستان (۱۹۸۹)، عضو افتخاری آکادمی علوم انسانی استرالیا (۲۰۰۱) و عضو آکادمی علوم و هنر آمریکا (۲۰۰۳) است.

### رمان
- ایلی واکر (۱۹۸۵)
- اُسکار و لوسیندا (۱۹۸۸)
- زندگی غیرعادی تریستان اسمیت (۱۹۹۴)
- جک مگز (۱۹۹۷)
- سرگذشت واقعی دارودسته کلی (۲۰۰۰)
- زندگی جعلی من (۲۰۰۳)
- داستان عاشقانه سرقت (۲۰۰۶)
- من غیرقانونی (2008).[۲]
- طوطی و اُلیور در آمریکا (۲۰۱۰)
- کیمیای اشک (۲۰۱۲)
- فراموشی (۲۰۱۴)

### مجموعه داستان کوتاه
- خیکی در تاریخ (۱۹۷۴)
- جنایات جنگی (۱۹۷۹)

### آثار ترجمه شده «پیتر کری» به فارسی در ایران
1. «من غیرقانونی»، ترجمه محمدصادق رئیسی، نشر روزگار (در دست انتشار).
2. «سرقت، یک داستان عاشقانه»، ترجمه محمدصادق رئیسی، نشر روزگار (در دست انتشار).